# Riverdale (Georgia)
Riverdale è una città degli Stati Uniti d'America, situata nello Stato della Georgia e in particolare nella contea di Clayton.

## Storia
L'area ora conosciuta come Riverdale fu colonizzata prima della guerra civile. Riverdale fu fondata nel 1886, quando la ferrovia venne estesa fino a quel punto.
Nel 1908 la città fu incorporata con il nome Riverdale, così chiamata in onore di W.S. Rivers, il proprietario originario del sito della città.